# Секторіальність (мінералогія)

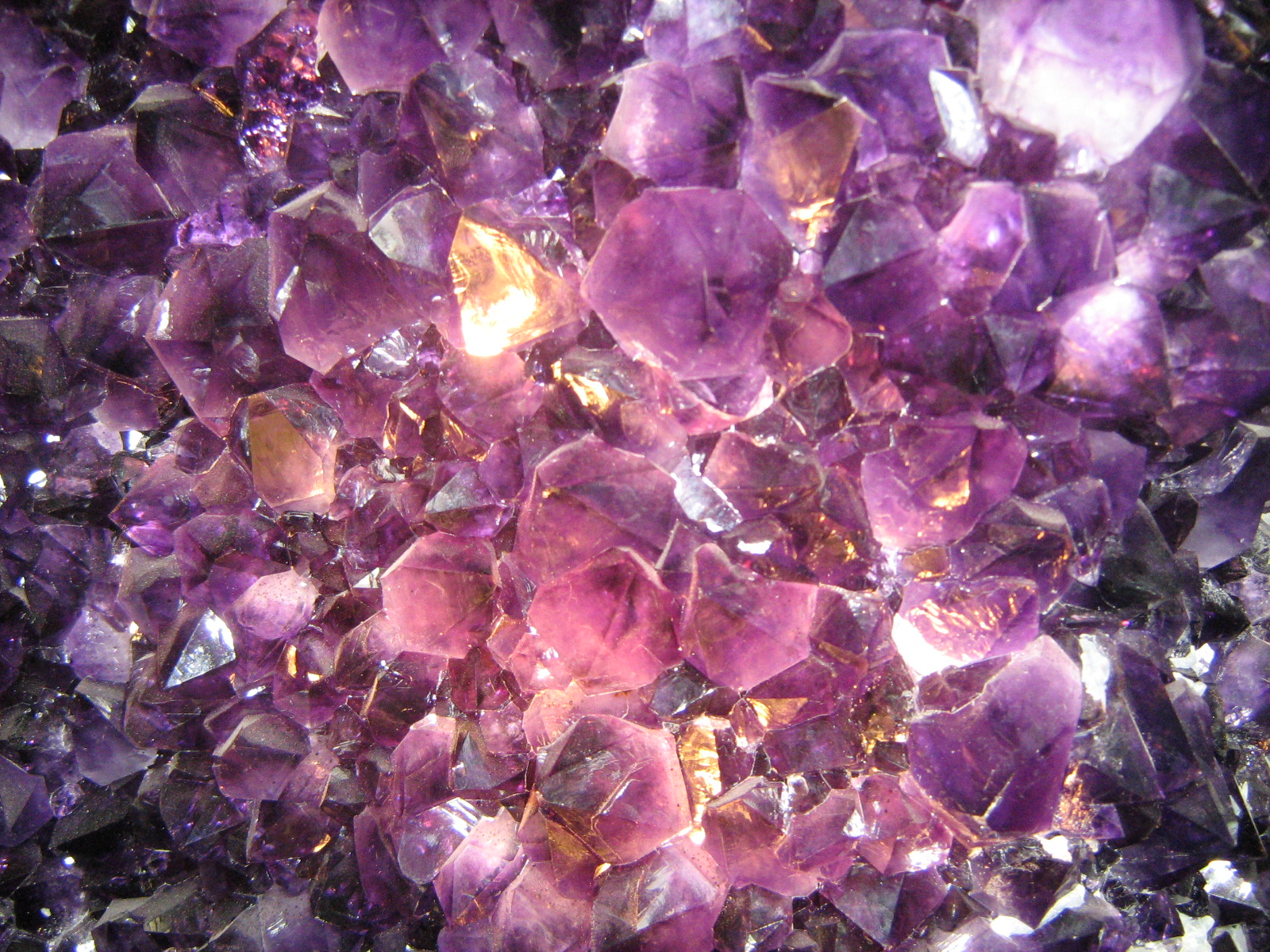
Аметист бузкового і золотисто-жовтого кольору.

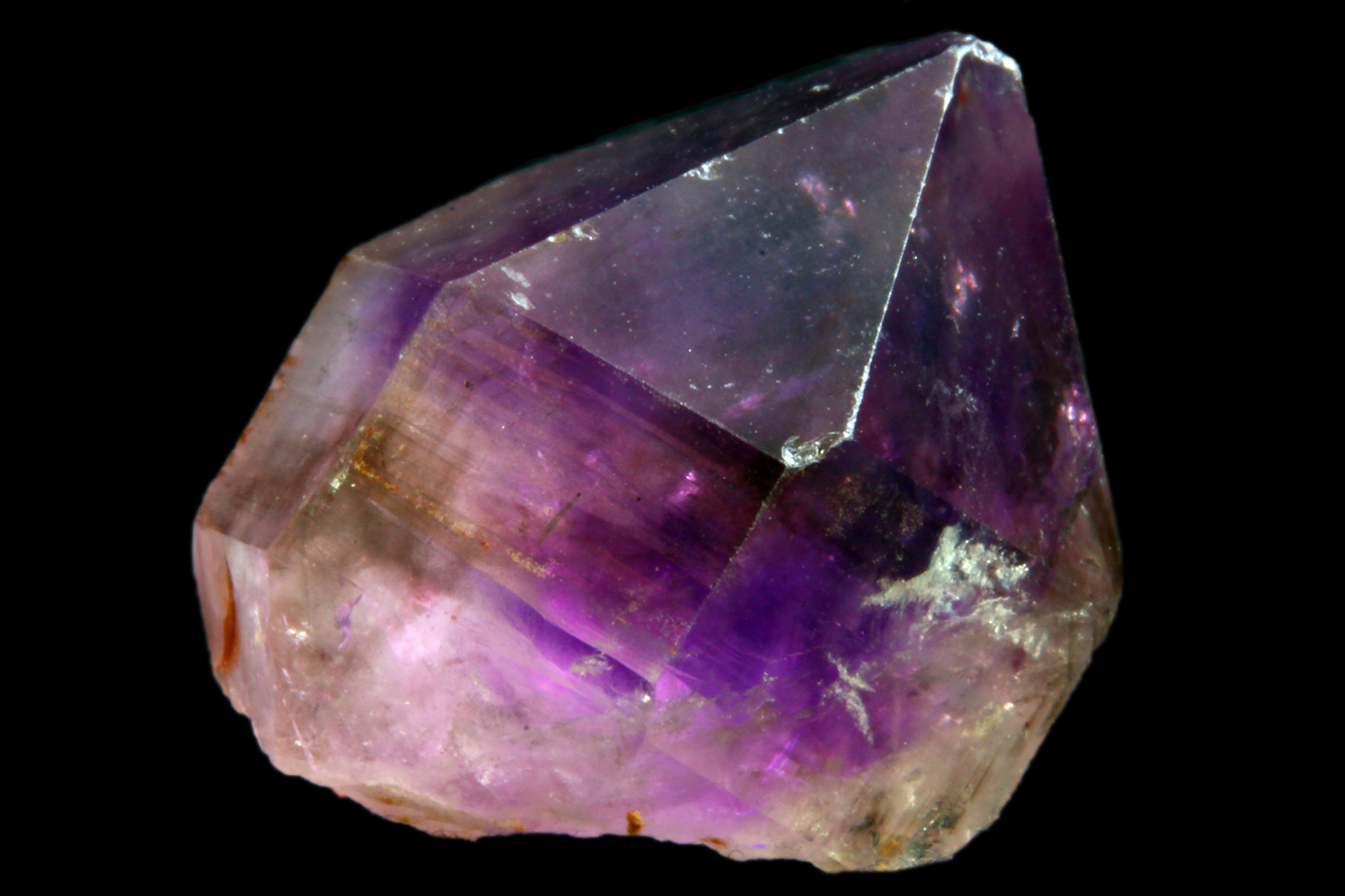
Аметист зі змінним забарвленням областей криталу.

СЕКТОРІАЛЬНІСТЬ (рос. секториальность, англ. sectoriality) – в мінералогії – області на кристалах мінералів, складені пірамідами росту його граней, які виокремлюються індивідуальними властивостями елементів. Кристал виявляється поділеним на сектори, кожний з яких є пірамідою зростання тієї або іншої грані.
Фізико-хімічна відмінність секторів різних простих форм полягає, зокрема, в здатності захоплювати ті або інші механічні або ізоморфні домішки. При вибірковому захопленні ізоморфної домішки виявляється секторіальне забарвлення, як напр., у кристалів аметисту, коли в насичений бузковий колір забарвлені піраміди малого ромбоедра, а піраміди великого ромбоедра в золотисто-жовтий або голубувато-сірий. Відштовхування зростаючими гранями смарагду і андалузиту найдрібніших частинок приводить до їх накопичення вздовж ребер граней призм і вияву секторіальності трапіче-смарагду та хіастоліту.